# Francova Lhota
Francova Lhota är en ort i Tjeckien.   Den ligger i regionen Zlín, i den östra delen av landet, 290 km öster om huvudstaden Prag. Francova Lhota ligger 498 meter över havet och antalet invånare är 1 615.
Terrängen runt Francova Lhota är lite kuperad. Runt Francova Lhota är det ganska glesbefolkat, med 35 invånare per kvadratkilometer. Närmaste större samhälle är Vsetín, 17,4 km nordväst om Francova Lhota. I omgivningarna runt Francova Lhota växer i huvudsak blandskog.